# Manuela Roka Botey
Manuela Roka Botey (ur. 1 stycznia 1964 w Bariobé) –polityk i działaczka Partii Demokratycznej, minister edukacji i szkolnictwa wyższego (2020–2023). W latach 2023–2024 premier Gwinei Równikowej .

## Życiorys
W 1999 roku ukończyła studia na Papieskim Uniwersytecie Urbaniana w Rzymie. W 2008 roku uzyskała Certyfikat Nauczania Uniwersyteckiego na Uniwersytecie w Alcalá de Henares. W 2015 roku uzyskała tytuł doktora w dziedzinie edukacji w obszarze planowania i innowacji edukacyjnych na tej uczelni.
1 lutego 2023 została pierwszą kobietą na stanowisku premiera. Zastąpiła na tym stanowisku Francisco Pascuala Obamę Asue. Wcześniej pełniła funkcję ministra edukacji. Jest prodziekanem Wydziału Nauk Humanistycznych i Społecznych Narodowego Uniwersytetu Gwinei Równikowej.
26 lipca 2024 złożyła dymisję kierowanego przez siebie rządu, na ręce prezydenta Teodoro Obianga Nguemy Mbasogo. Od dnia tego pełniła obowiązki szefowej rządu, do czasu powołania przez prezydenta, Manuela Osy Nsue Nsuy na stanowisko premiera.